# José da Avé-Maria Leite da Costa e Silva
José da Avé-Maria Leite da Costa e Silva (Santo Antão, Évora, 10 de Fevereiro de 1727 — Angra, 30 de Outubro de 1799) foi o 23.º bispo da Diocese de Angra, tendo-a governado de 1783 a 1799. Foi também, de 1793 a 1799, presidente do governo interino da Capitania Geral dos Açores, por falta de nomeação do respectivo titular.

## Biografia
Nasceu na freguesia de Santo Antão da cidade de Évora, filho de Manuel da Costa Leite e de Bárbara da Conceição. Aos 15 anos de idade, a 19 de Maio de 1742, ingressou na Ordem da Santíssima Trindade da Redenção dos Cativos.
Transferido para o convento da sua Ordem em Coimbra, ali fez os seus estudos preparatórios, tendo-se doutorado em Teologia pela Faculdade de Teologia da Universidade de Coimbra em 12 de Janeiro de 1755. Passou então a ensinar Teologia nos colégios da sua Ordem, obtendo grande renome como teólogo e mestre. Foi feito reitor do colégio da sua Ordem em Coimbra e definidor e provincial da mesma. No mesmo ano em que se doutorou foi nomeado qualificador do Santo Ofício e depois examinador sinodal do Arcebispado de Évora e das Três Ordens Militares.
Já com reputação de teólogo e orador de excelência, foi apresentado pela rainha D. Maria I de Portugal para bispo da diocese de Angra a 24 de Agosto de 1782 e confirmada pela Santa Sé a 26 de Dezembro do mesmo ano. A sagração episcopal realizou-se na igreja do Convento da Trindade de Lisboa, a 24 de Fevereiro de 1783.
Sagrado 23.º bispo de Angra, não se dirigiu de imediato à sua diocese, permanecendo em Lisboa e tomando posse da sua diocese a 25 de Março daquele ano por procuração em que nomeava governador do bispado o Dr. José Vieira Bettencourt.
O novo prelado apenas entrou solenemente na sede da diocese a 10 de Dezembro de 1785, chegando num ano de grave crise frumentária, em que uma combinação de ventos, excesso de chuva no Inverno e de seca na Primavera e Verão tinha levado à destruição dos trigos, provocando a fome nas ilhas. A situação foi tão grave que Francisco Ferreira Drummond, nos seus Anais da Ilha Terceira, diz que 1785 por antonomásia, foi chamado da fome. Esta situação levou a que o novo bispo, por circular de 10 de Maio de 1786, tenha mandado, com outras providências em matéria do seu múnus espiritual, que o clero da ilha Terceira rezasse nas missas a oração pro tempore famis, já que encontrou a ilha sob o flagelo da fome.
Era tal carência de cereais que quem não tinha pão fazia uso da raiz e soca de certas plantas, nomeadamente dos rizomas de junça (nome comum de várias Ciperáceas) e de feitos. A desnutrição enlutou por isso muitas famílias, ao ponto de o capitão-general se desesperançar perante tal calamidade.
D. Frei José da Avé-Maria interessou-se pela doutrinação dos cristãos e pela moralização e educação do clero diocesano, e nesse sentido exerceu importante acção junto do clero açoriano, apontando ao pensamento da Igreja expresso através do então papa Benedito XIV e redigindo várias pastorais versando assuntos diversos.
Nessas pastorais incitou o clero e os católicos açorianos a que vivessem melhor o ano que ia começar (21 de Dezembro de 1786); lembrou aos párocos a obrigação de repartirem com os pequeninos da Casa de Deus o pão da doutrina cristã (9 de Maio de 1888); lamentou não se haver feito caso das advertências quanto à frequência das palestras morais (25 de Maio de 1788); proibiu os abusos nas cerimónias da Semana Santa (8 de Maio de 1791); e apelou a que se evitasse a ignorância, especialmente aos que se destinavam ao estado eclesiástico; e, ainda, mandou que todos e cada um dos eclesiásticos usassem hábitos talares (23 de Junho de 1792). Mereceram-lhe particular atenção as questões relacionadas com a boa ordem do culto divino e com os bons costumes de indumentária dos eclesiásticos, aos quais recomendou, mesmo aos não ordenados in sacris, que usassem nas cidades de hábitos talares e nunca sem eles digam Missa, e no campo o trajar de cor honesta, sério feitio, indicativo de gravidade e compostura […] usando sempre de cabeção e de fivelas sérias e sem uso de botões, nas casacas, que não sejam do mesmo pano ou lã da mesma cor […].
No campo do culto, permitiu a substituição do órgão por orquestra nas casas conventuais de freiras, o que permitiu uma maior diversidade da música sacra ali executada.
Também se interessou pela renovação de diversas instituições canónicas do arquipélago, tendo outorgado, em 1791, os estatutos do Recolhimento de Jesus Maria José de Angra, mais conhecido pelas Mónicas, e renovado os estatutos da Sé de Angra (a 7 de Dezembro de 1797), que viriam a ser aprovados pelo seu sucessor e sofreriam vários aditamentos ao longo dos anos.
Nos 13 anos em que governou a diocese (1783-1785) fez visita pastoral às paróquias da ilha Terceira, em 1787 e 1791, e da ilha de São Miguel, em 1789. As restantes ilhas foram visitadas pelo cónego Manuel Cardoso de Serpa, visitador em nome do prelado.
Durante a visita à ilha de São Miguel sagrou a igreja de Nossa Senhora da Conceição, no Mosteiro de São Francisco, e apaziguou o diferendo que existia entre as freiras do Mosteiro da Esperança de Ponta Delgada, que optavam umas pela obediência franciscana, e as restantes da ilha que estavam sujeitas à obediência ao ordinário diocesano.
Deve-se a D. Frei José da Avé-Maria as primeiras diligências para que em Angra fosse estabelecido um Seminário diocesano, que considerava uma necessidade face às determinações do governo no que respeitava à educação da mocidade e dignificação do clero dos Açores.
Com o objectivo de instalar o seminário, propôs que fosse utilizada a parte do antigo Colégio dos Jesuítas, que se encontrava ao abandono. As aulas a ministrar seriam de Latim, Retórica, Ética, Metafísica e Teologia Moral. Para sustentar o novo estabelecimento, propunha incorporar nele os rendimentos das colegiadas da Conceição dos Clérigos, da Matriz da Praia, da Vila de São Sebastião, de Santa Bárbara e da Vila Nova, bem como algumas das ilhas de baixo. A ideia, porém, não colheu aceitação junto do governo português, que se limitou a rejeitar tal proposta e a ideia do seminário acabou por ser adiada.
Por falecimento do capitão-general Dinis Gregório de Melo Castro e Mendonça, foi instalado, nos termos da Ordenação de 1770, um governo interino dos Açores, presidido pelo bispo, com assistência do corregedor e juiz de fora. Por atrasos na nomeação de um novo capitão-general, este governo interino manteve-se em funções entre 1793 e 1799, mas a doença do bispo, que repetidamente pediu escusa sem obter deferimento, levou a que a partir de 1796 fosse o deão Mateus Borges da Costa quem efectivamente governou.
D. Frei José da Ave-Maria faleceu em Angra a 30 de Outubro de 1799, sendo considerado como um bispo criterioso e pacífico, muito apreciado pela sua vida desprovida de fausto, por ser esmoler e benignamente indulgente para com os delinquentes.